# KazakhGold
Kazakhgold est un groupe minier aurifère basé à Stepnogorsk au Kazakhstan. Il possède des mines à Aksou, Bestobe et Jolymbet et est l’un des groupes miniers les plus importants du Kazakhstan. La société possède un bureau de représentation à Londres et a localisé son siège juridique à Jersey. La société est cotée à la Bourse de Londres.

## Histoire
KazakhGold est fondée en 2005 par la famille Assaubayev. En 2009, elle vend 50,1 % du capital à Polyus Gold, groupe minier russe. La participation augmente ensuite à 65 % et une offre publique d'achat est préparée.

Le groupe Polyus Gold accusera par la suite la famille Assaubayev de tromperie et de tentative de siphonnage financier. Les bureaux de KazakhGold sont alors investis par les autorités kazakhes sur demande de la famille Assaubayev. 

En décembre 2010, le groupe Polyus Gold accepte de revendre sa participation à la famille fondatrice, et abandonne toute action juridique. Le cours de l’action Polyus grimpe alors en flèche.

## Capacité
En 2009, le groupe extrait 2,26 tonnes d’or, dont 504 kg à Aksou, 763 kg à Bestobe et 995 kg à Jolymbet.

Les réserves en or de la société sont estimées à 47 millions d'onces.

Le groupe possède des filiales au Kirghizistan et en Roumanie.